# Xã Oscar, Quận Otter Tail, Minnesota
Xã Oscar (tiếng Anh: Oscar Township) là một xã thuộc quận Otter Tail, tiểu bang Minnesota, Hoa Kỳ. Năm 2010, dân số của xã này là 207 người.